# Don Juan d'Autriche présenté à l'empereur Charles Quint à Yuste
Pour les articles homonymes, voir Yuste.
Don Juan d'Autriche présenté à l'empereur Charles Quint à Yuste est un tableau peint par Eduardo Rosales en 1869. 
Le tableau représente Charles Quint, alors en retraite au monastère de Yuste, devant son fils illégitime Juan d'Autriche, à qui il explique son ascendance.
Il est conservé au Musée du Prado à Madrid. En 2014, il est prêté au Musée des beaux-arts de Lyon dans le cadre de l'exposition L'invention du Passé. Histoires de cœur et d'épée 1802-1850.